# Maline pri Štrekljevcu
Maline pri Štrekljevcu – wieś w Słowenii, w gminie Semič. W 2018 roku liczyła 22 mieszkańców.